# Israël Silvestre
Pour les articles homonymes, voir Silvestre.
Israël Silvestre, né à Nancy le 13 août 1621 et mort à Paris le 11 octobre 1691, est un dessinateur, graveur lorrain, conseiller du roi en son Académie royale de peinture et de sculpture et collectionneur d’art.
Il accède aux charges de dessinateur ordinaire du roi (1663), maître à dessiner des pages des Grande et Petite Écuries (1666) et du Dauphin (1673). Il bénéficie, par brevet du roi (de 1661, renouvelé en 1668), du privilège d'un logement aux galeries du Louvre. Une fabuleuse collection d’œuvres d’art, essentiellement des dessins et des gravures, a été accumulée par Israël Silvestre et ses descendants.

## Biographie
Israël Silvestre est le fils de Gilles Silvestre (1591-1631), cordonnier, et d'Elizabeth Henriet, sa femme, fille du peintre verrier Claude Henriet (1539-ca 1604). Né à Nancy le 15 août 1621 et baptisé le même jour à Saint-Epvre, il a pour parrain le peintre Israël Henriet, son oncle maternel. Le jeune garçon apprend les premiers rudiments du dessin et de la peinture sous la direction de son père — converti aux arts par sa belle-famille — et montre très tôt une grande disposition pour les arts. En 1631, alors âgé de 10 ans, il perd ses parents et vient se réfugier à Paris chez son oncle Israël Henriet, qui le reçut comme son propre fils.
Israël Henriet (1590?-1661) était un peintre médiocre mais un excellent dessinateur. Il avait étudié auprès des mêmes maîtres que son ami Jacques Callot, tant en Lorraine qu’en Italie. Né à Nancy, il s’était installé à Paris depuis longtemps comme peintre et dessinateur du Roi. Bénéficiant de l’engouement que suscitait le dessin à cette époque, il apprenait ce genre à des personnages de la cour et eut même l’honneur de compter Louis XIII parmi ses élèves (nous trouvons ici l’origine de la charge de « maître à dessiner » qui restera dans la famille jusqu’à la Révolution et fut occupée sans interruption par cinq générations de Silvestre). Israël Henriet vivait également d’un commerce prospère d’estampes, éditant en particulier les planches de Callot, dont il disposait de l’exclusivité par privilège, ainsi que celles de de La Belle, Leclerc, Audran, etc.
Arrivé très jeune à Paris, Israël Silvestre perfectionne son art du dessin auprès de son oncle qui le prend comme élève, en lui donnant à copier à la plume des pièces de Callot qu'il connait déjà, et apprend la manière de graver en taille-douce. Il fait des progrès rapides qui lui permettent, après quelques années de travail assidu, d’entreprendre une carrière indépendante. C’est alors qu’il parcourt les environs de Paris et plusieurs provinces de France et compose de nombreux ouvrages qui établissent sa réputation comme dessinateur et comme graveur.

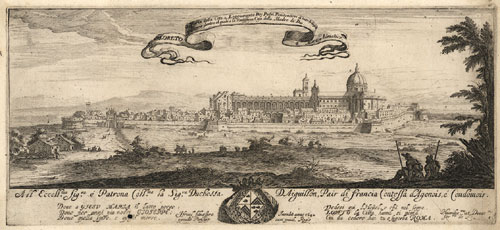
Vue panoramique de Lorette, gravure, 1642.

Comme le veulent les usages de l’époque, il entreprend plusieurs voyages en Italie, pour copier les maîtres anciens et se perfectionner auprès des plus grands maîtres. Faucheux fixe les dates de ces voyages, pour le premier avant 1640 (Israël n’a alors pas 20 ans), le deuxième de 1643 à 1644 et le dernier vers 1653. 

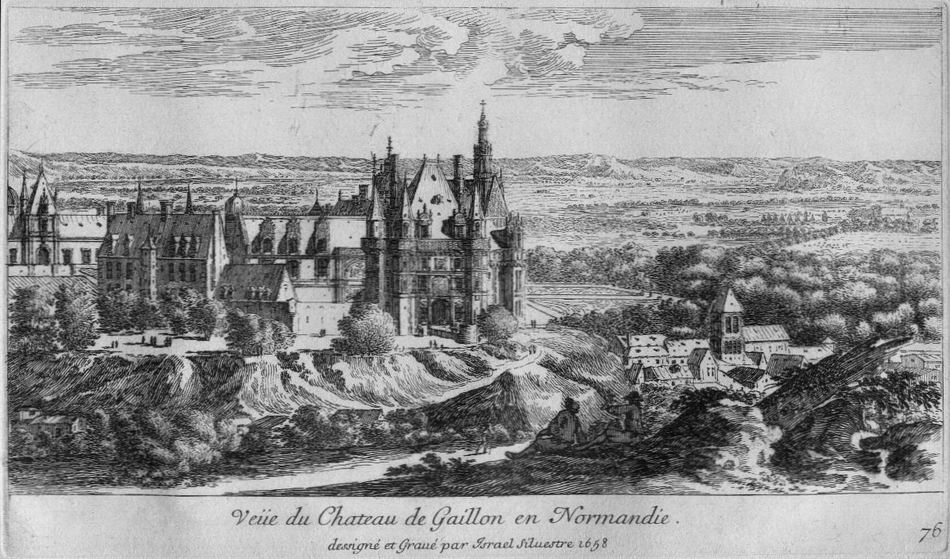
Vue panoramique du château de Gaillon, gravure, 1658

Israël en rapporte de nombreuses vues d’Italie qu’il grave pratiquement toutes. Il effectue jusqu’en 1659 d’autres voyages en France et en Lorraine, dont il tire quantité de dessins et de gravures.
De retour à Paris, il s’installe chez son oncle, rue de l’Arbre Sec, et tire profit des fruits de ses travaux en obtenant le privilège d’imprimer et de vendre ses ouvrages à l’exclusion de tous autres. En 1661, année du décès d’Israël Henriet, il hérite de ce dernier, en tant que légataire universel, des fonds de planches de Jacques Callot et de Stefano Della Bella, qui, s’ajoutant à sa propre production, lui assurent des revenus confortables.
Israël Silvestre se marie tard. Il épouse en 1662, à l’âge de 41 ans, dans sa paroisse de Saint-Germain l’Auxerrois, Henriette Sélincart, fille d’un marchand de Paris, qui passe pour avoir été une femme remarquable tant par son esprit que par sa beauté, comme en témoignent les portraits réalisés par Charles Le Brun.
Son mariage ne ralentit pas la carrière artistique d’Israël. En 1662, il est nommé dessinateur et graveur du Roi, obtient la charge de maître à dessiner des pages de la Grande Écurie en 1667 et en 1673 celle de maître à dessiner du Dauphin (fils aîné de Louis XIV et grand-père de Louis XV, appelé le Grand Dauphin). Il bénéficie également d’un brevet qui lui accorde un logement aux galeries du Louvre en 1668. Israël est reçu à l’Académie royale de peinture et de sculpture en 1670 sur la recommandation de Charles Le Brun. Il est par ailleurs à la tête d’un atelier important, où il compte au moins deux élèves, les graveurs François Noblesse et Meunier, ainsi que de nombreux collaborateurs parmi les meilleurs artistes de leur temps : Stefano Della Bella, Jean Lepautre, les trois Pérelle (Gabriel, Nicolas et Adam), François Collignon, Jean Marot.

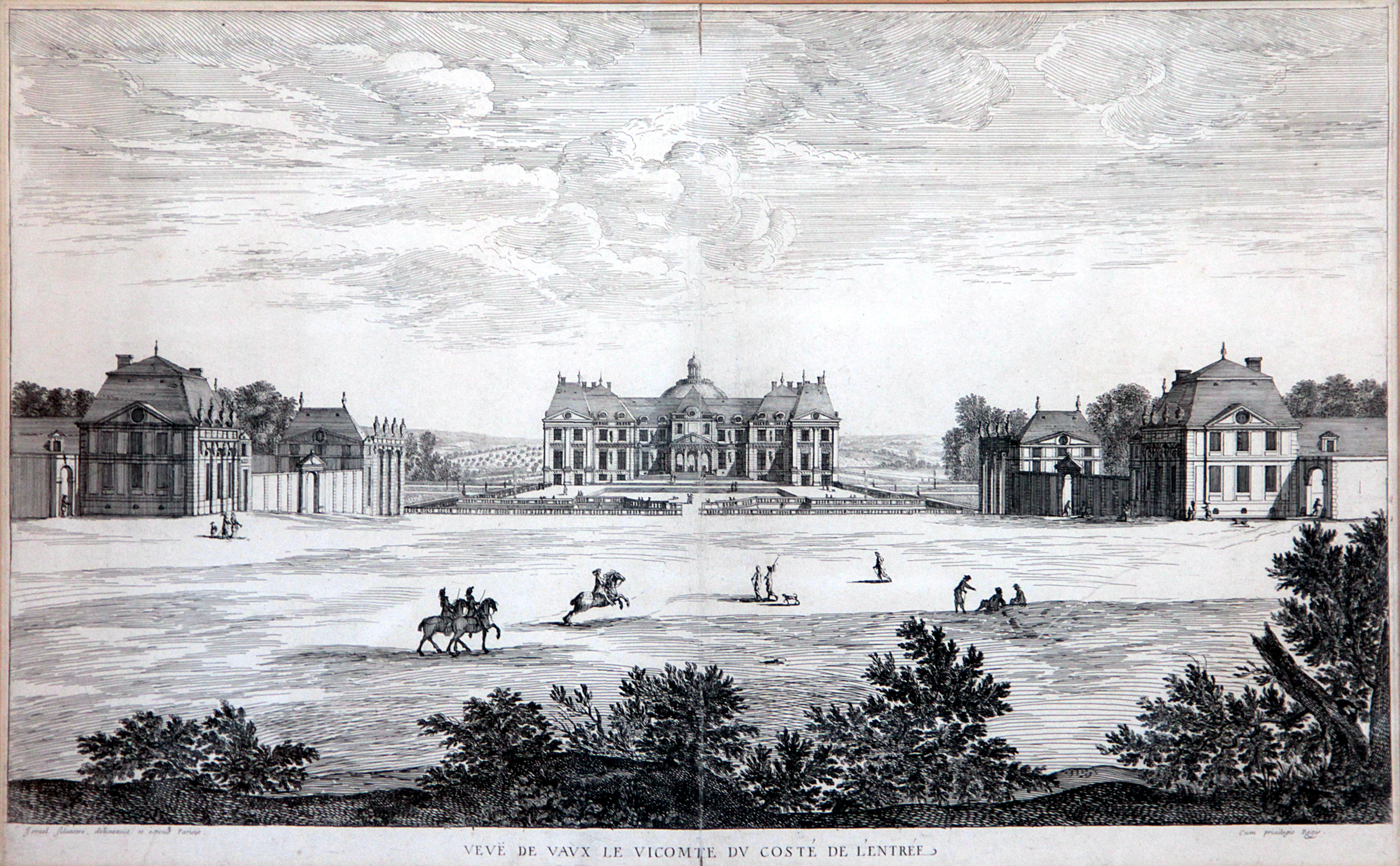
Gravure du Château de Vaux-le-Vicomte, 2de moitié du XVIIIe siècle.

Il laisse de nombreux dessins et plus de mille pièces gravées. Parmi ses plus beaux ouvrages, on peut citer le Carrousel de 1662, la représentation des Plaisirs de l’Isle Enchantée, les vues des demeures royales d’Île de France, dont Versailles, Vaux et Fontainebleau, ou les suites des églises de Rome.
Israël Silvestre perd sa femme le 1er septembre 1680 et lui survit encore pendant 11 ans. Il meurt le 11 octobre 1691, dans son appartement aux galeries du Louvre, âgé de 70 ans et est enterré auprès de sa femme, dans l’église Saint Germain l’Auxerrois. Il laisse à ses cinq enfants, dont deux encore mineurs, une fortune, faute d’être importante, confortable et surtout le goût des arts, que chacun (notamment son fils Louis) cultivera selon son talent, et la bienveillance de ses anciens élèves, devenus ses protecteurs.
En 1750, Laurent Cars édite le Recueil d'un grand nombre de vues des plus belles villes, palais, châteaux, maisons de plaisance de France, d'Italie, dessinés et gravés par Israël Sylvestre (sic), en quatre volumes contenant en tout cinq cent cinquante-sept planches.

### Mariage et enfants

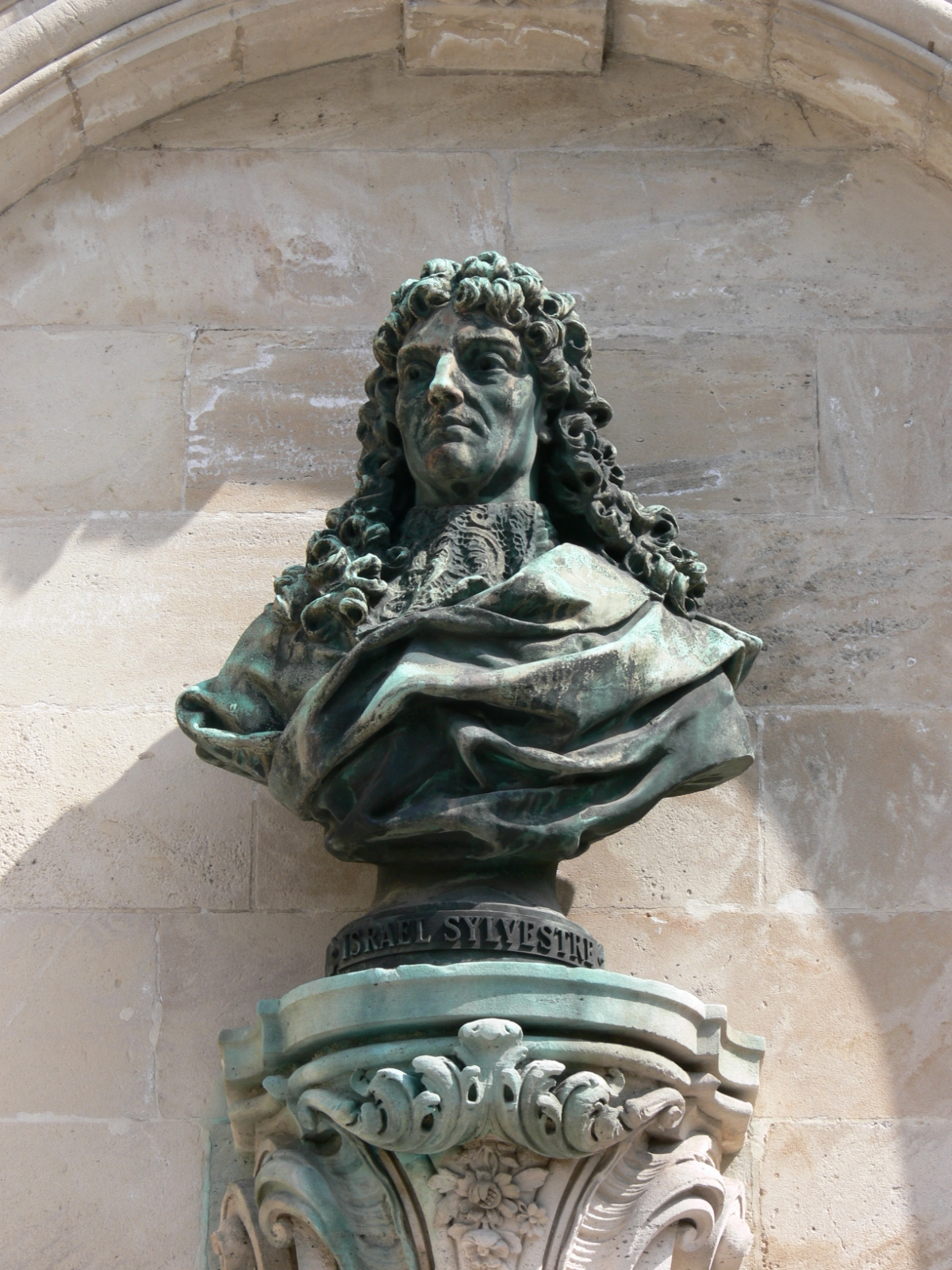
Portrait en buste d'Israël Silvestre, 1881, bronze par Charles Pêtre, érigé sur la place Vaudémont à Nancy.

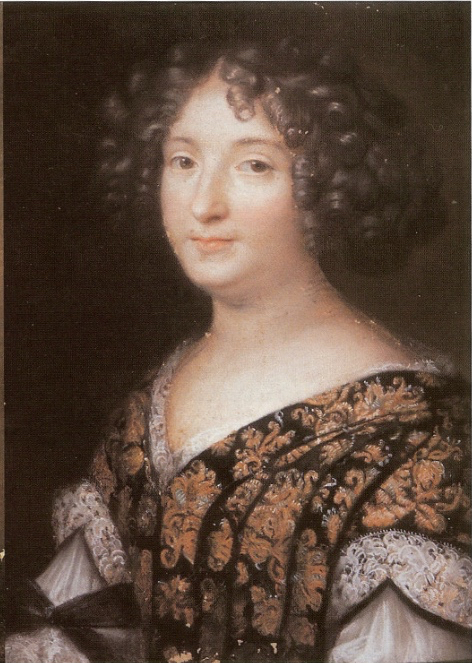
Portrait d'Henriette Sélincart, épouse Silvestre, vers 1670, pastel par Charles Le Brun, Musée des Beaux-Arts de Reims.

Israël Silvestre se marie à l'âge de 41 ans, le 10 septembre 1662, dans sa paroisse de Saint-Germain l'Auxerrois avec Henriette Sélincart. Au moins dix enfants naissent de cette union, dont seuls cinq (ci-dessous indiqués en gras) survivront à leur père.
1. Charlotte Marguerite Silvestre (1663-)
morte en bas âge
2. Henriette Suzanne Silvestre (1664-après février 1742[3])
mariée en 1681 à Nicolas Petit de Logny, avocat au Parlement
3. Charles François Silvestre (1667-1738)[4]
marié en 1693 à Suzanne Thuret
4. Marguerite Silvestre (1668-1669)
morte en bas age
5. Louis Silvestre dit l'Aîné (1669-1740)[5]
marié en 1704 à Marguerite Charvilhat
6. Charles Silvestre (1670-)
7. Alexandre Silvestre (1672-)[6]
marié en 1718 à Marie Gillot
8. Michel Silvestre (1674-)
9. Louis de Silvestre dit le Jeune (1675-1760)[7]

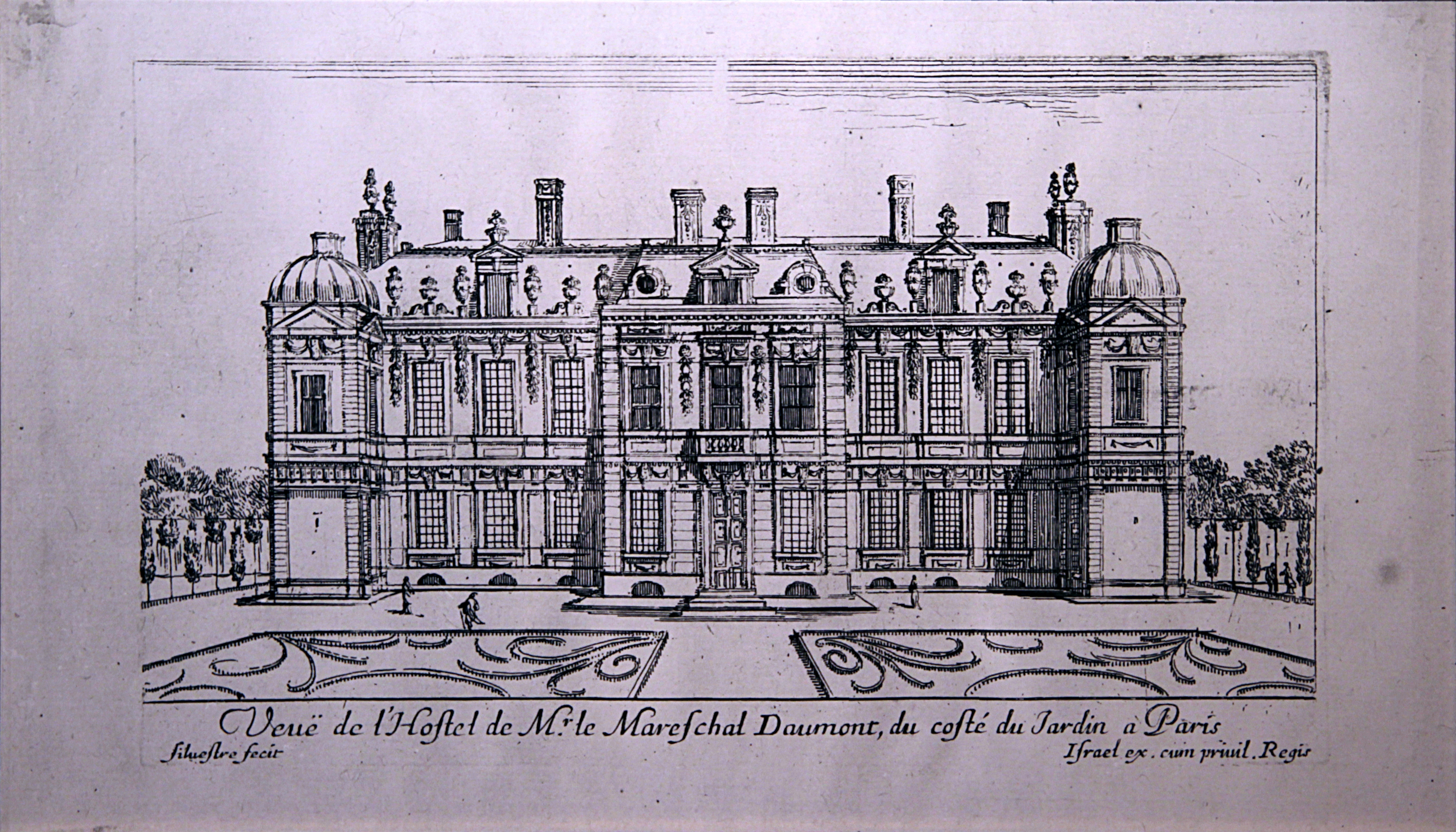
Gravure de l'Hôtel du maréchal d'Aumont à Paris, 1652.

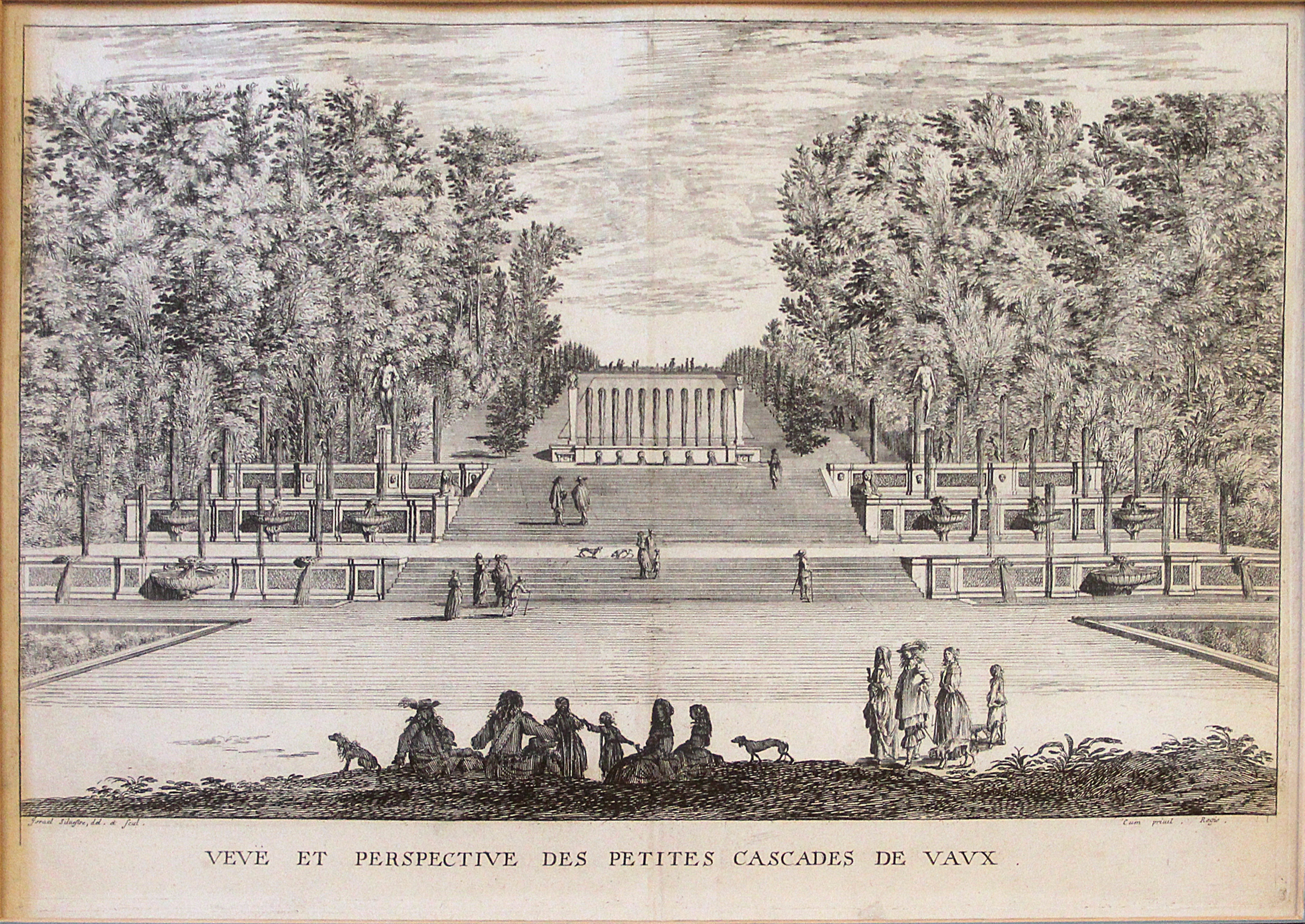
Gravure "Vue et perspective des petites cascades de Vaux", avant 1656.

marié en 1706 à Marie Catherine Hérault
10. Marie Henriette Silvestre (1677-)

## Œuvres
Eaux-fortes
- 1657 c - Vue de l'église des Bernardins à Paris, Sbg, bd : cum privil. Regis, 10 cm × 19,6 cm, Paris, Musée Carnavalet (réserve).
- Les églises des stations de Rome dédiées par Israël Henriet à Haulte et puissante dame Marie Catherine de la Rochefoucaud.  Paris, musée du Louvre, collection Rothschild. Nombreuses planches dont :
  - planche 4 :San Giovanni in Laterano (Église Saint-Jean-de-Latran) 17,3 cm × 30 cm,
  - planche 5 :San Maria Maggiore (Église Sainte-Marie-Majeure) 17,8 cm × 29,6 cm
- Nombreuses estampes du château de Versailles ainsi que du parc de Versailles et de ses jeux d'eau.

 Dessins
- Vue de Metz, 1665 ou 1667, encre brune, lavis brun, pierre noire et plume, 35.5 x 130.1 cm, musée du Louvre ;
- Bal dans la Grande Antichambre au Louvre,  1665, encre grise, lavis gris, rehauts de blanc, mine de plomb et plume, 46.3 x 37.3 cm, musée du Louvre ;
- Vue du château des Tuileries depuis la rive gauche de la Seine, vers 1670, plume et encre brune, lavis brun, 36.2 x 47.2 cm, musée du Louvre.
- Vue de la maison de Charles Lebrun à Montmorency, plume, encre brune. H. 0,235 ; L. 0,419 m[8]. Paris, Beaux-Arts de Paris. Ce dessin est préparatoire à l'une des trois planches représentant la demeure de Charles Le Brun, avec qui il s'était lié d'amitié pendant son voyage en Italie, dans le recueil des Diverses veuës de plusieurs Endroits considérables dessinées au naturel (musée du Louvre). Pour préparer ce recueil, Silvestre réalise de nombreux dessins entre 1660 et 1680, c'est de cette période qu'il faut dater cette feuille[9].

## Œuvres dans les collections publiques
- Paris, musée Carnavalet.
- Paris, musée du Louvre (113 dessins et de nombreuses gravures).
- Paris, Bibliothèque nationale de France (dessins et gravures).
- Paris, Beaux-Arts de Paris.
- Paris, Fondation Custodia.
- Nancy, musée lorrain.
- Lyon, musées Gadagne.
- Dijon, musée des beaux-arts.
- Saint-Cloud, musée des Avelines.
- Meudon, musée d'art et d'histoire de Meudon.
- Liège, Musée Wittert (gravures).

## Hommages publics
- Une rue à Nancy porte son nom.
- Un buste érigé en 1881 place Vaudémont à Nancy, dû à Charles Pêtre aux côtés de celui de Ferdinand de Saint-Urbain tout comme la statue en pied de Jacques Callot, autres graveurs Lorrains célèbres.